# Bantuana cregoei
Bantuana cregoei is een vlinder uit de familie van de Eupterotidae. De wetenschappelijke naam van de soort is voor het eerst voorgesteld door William Lucas Distant in een publicatie uit 1906.
De soort komt voor in Zuid-Afrika.